# Massacre de Stari Brod et Milosevici
Le massacre de Stari Brod et Milosevici en Bosnie-Herzégovine a eu lieu au printemps 1942, principalement sur les rives de la rivière Drina, dans les villes de Stari Brod et Milosevici, municipalité de Višegrad. Dans ce massacre, les Oustachis ont tué environ 6 000 Serbes non armés, exclusivement des civils. Certaines personnes se sont noyées dans la rivière Drina en fuyant les Oustachis. L'essentiel des massacres a eu lieu le 22 mars 1942, mais des meurtres ont continué jusqu'au début de mai 1942,. 

## Évènements
Au printemps 1942, les Oustachis lancèrent une offensive dans l'est de la Bosnie, qui devait renforcer le pouvoir de l'État indépendant de Croatie sur la frontière orientale. L'offensive a commencé en mars et se dirigeait vers la Drina, repoussant devant elle des dizaines de milliers de réfugiés. À Visegrad, le passage vers la Serbie a été bloqué par les Italiens, une partie de la population s'est donc dirigée vers Stari Brod et Milosevic, sur un terrain difficile et exposé aux attaques des Oustachis et des milices bosniaques. 
Dans de telles circonstances, les personnes rassemblées sur le rivage ont été attaquées par des Oustachis, tuées, torturées, violées et jetées à l'eau. Les tueries les plus massives ont eu lieu le 22 mars 1942, mais les tueries ont duré jusqu'au début du mois de mai 1942. Selon des témoins, une partie de la population a été sauvée de la tuerie par les Allemands et les habitants de Nerići.

### Auteurs
L'auteur principal des massacres était la Légion Noire sous le commandement du colonel Jure Francetić (en) (1912-1942), avec la participation de bosniaques locaux et de membres de la milice musulmane.

### Victimes
Les civils serbes étaient pour la plupart des réfugiés de Rogatica, Višegrad, Han Pijesak, Kladanj, Sokolac, Olovo, Pale et Sarajevo.

## Postérité

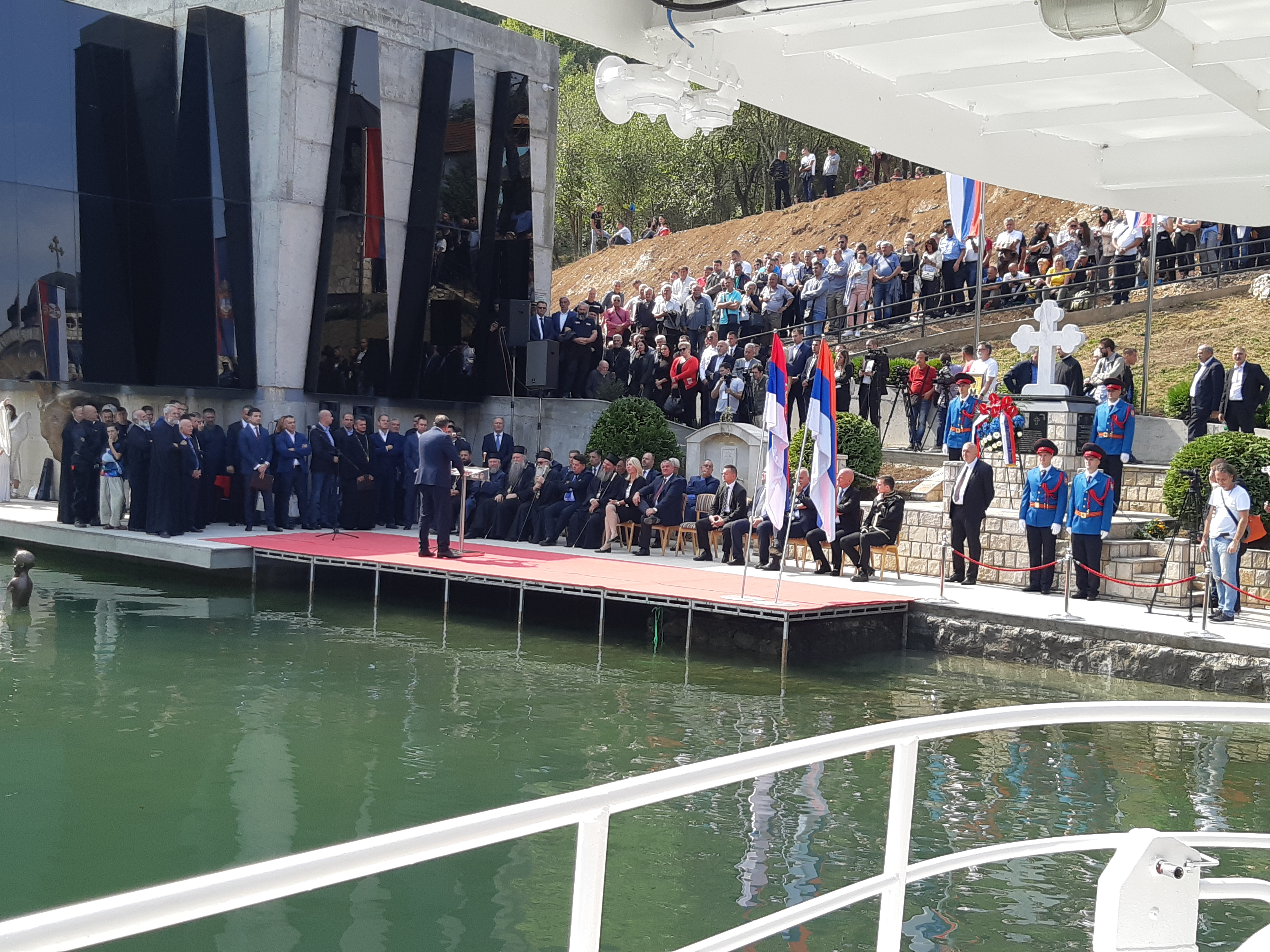
Inauguration du musée mémorial en septembre 2019.

Un mémorial a été érigé à Stari Brod en 2008 en mémoire de ce crime. Il a été consacré par le métropolite Nikolaj de Dabro-Bosnie et l'évêque Filaret de Mileševo. Les noms des personnes tuées sont gravés sur des dalles de pierre. 
Un peu plus tard, en mai 2010, la construction d'une chapelle commémorative et d'un clocher a commencé. 
En signe de commémoration de ces martyrs serbes, le 7 septembre 2019, un musée commémoratif a été consacré à Stari Brod, dont le projet a été réalisé par l'architecte Novica Motika de Zvornik.